# Hachem Bouafia
Hachem Bouafia (en arabe : هاشم بوعافية) est un footballeur algérien né le 5 mai 1989 à Annaba. Il évolue au poste de milieu offensif à l'US Biskra.

## Biographie
Il évolue en première division algérienne avec le club de l'US Biskra. Il dispute actuellement 34 matchs en inscrivant un seul but en Ligue 1.